# 利皮夫卡 (羅加京區)
49°30′57″N 24°33′59″E / 49.51583°N 24.56639°E
利皮夫卡（烏克蘭語：Липівка），是烏克蘭西部的村莊，隸屬伊萬諾-弗蘭科夫斯克州的伊萬諾-弗蘭科夫斯克區。該村面積12平方公里，2001年人口829，人口密度每平方公里69.2人。